# Éliminatoires du Championnat d'Europe de football espoirs 2013 - Groupe 9
Cet article donne les résultats des matchs du groupe 9 des éliminatoires du Championnat d'Europe de football espoirs 2013.

## Classement
| Rang | Équipe     | Pts | J | G | N | P | Bp | Bc | Diff |  | Résultats (▼ dom., ► ext.) |     |     |     |     |     |
| ---- | ---------- | --- | - | - | - | - | -- | -- | ---- |  | -------------------------- | --- | --- | --- | --- | --- |
| 1    | France     | 21  | 8 | 7 | 0 | 1 | 19 | 2  | +17  |  | France                     |     | 2-0 | 3-0 | 2-0 | 3-0 |
| 2    | Slovaquie  | 15  | 8 | 5 | 0 | 3 | 17 | 7  | +10  |  | Slovaquie                  | 2-1 |     | 0-2 | 6-0 | 2-0 |
| 3    | Roumanie   | 14  | 8 | 4 | 2 | 2 | 11 | 6  | +5   |  | Roumanie                   | 0-2 | 2-0 |     | 0-0 | 2-0 |
| 4    | Kazakhstan | 4   | 8 | 0 | 4 | 4 | 2  | 14 | -12  |  | Kazakhstan                 | 0-3 | 0-1 | 1-1 |     | 0-0 |
| 5    | Lettonie   | 2   | 8 | 0 | 2 | 6 | 1  | 21 | -20  |  | Lettonie                   | 0-3 | 0-6 | 0-4 | 1-1 |     |

## Résultats et calendrier
| 3 juin 2011 | Roumanie  | 0 – 0 | Kazakhstan | Stadionul Trans-Sil (Târgu Mureș) |                            |
| 17h00       |           |       |            | Arbitrage : Sergejus Slyva        | Arbitrage : Sergejus Slyva |
| 17h00       | (Rapport) |       |            | Arbitrage : Sergejus Slyva        | Arbitrage : Sergejus Slyva |

| 3 juin 2011 | Slovaquie               | 2 – 0 | Lettonie | Štadión FC ViOn (Zlaté Moravce) |                           |
| 18h00       | Vavrík 9e · Štetina 94e |       |          | Arbitrage : Damir Batinić       | Arbitrage : Damir Batinić |
| 18h00       | (Rapport)               |       |          | Arbitrage : Damir Batinić       | Arbitrage : Damir Batinić |

| 2 septembre 2011 | Kazakhstan     | 1 - 1 | Roumanie   | Almaty Central Stadium (Almaty) |                               |
| 15h00            | Beisebekov 74e |       | 30e Grozav | Arbitrage : Sergiy Dankovskyy   | Arbitrage : Sergiy Dankovskyy |
| 15h00            | (Rapport)      |       |            | Arbitrage : Sergiy Dankovskyy   | Arbitrage : Sergiy Dankovskyy |

| 2 septembre 2011 | Lettonie  | 0 – 3 | France                                       | Skonto stadions (Riga)       |                              |
| 16h45            |           |       | 33e Joseph-Monrose · 63e Mangala · 86e Niang | Arbitrage : Szymon Marciniak | Arbitrage : Szymon Marciniak |
| 16h45            | (Rapport) |       |                                              | Arbitrage : Szymon Marciniak | Arbitrage : Szymon Marciniak |

| 6 septembre 2011 | Kazakhstan | 0 – 1 | Slovaquie   | Almaty Central Stadium (Almaty) |                           |
| 15h00            |            |       | 75e Šimonek | Arbitrage : Aleksei Eskov       | Arbitrage : Aleksei Eskov |
| 15h00            | (Rapport)  |       |             | Arbitrage : Aleksei Eskov       | Arbitrage : Aleksei Eskov |

| 6 septembre 2011 | Roumanie                   | 2 – 0 | Lettonie | Stadionul Municipal Gaz Metan (Mediaș) |                         |
| 18h00            | Stanciu 39e · Ţucudean 52e |       |          | Arbitrage : Alain Bieri                | Arbitrage : Alain Bieri |
| 18h00            | (Rapport)                  |       |          | Arbitrage : Alain Bieri                | Arbitrage : Alain Bieri |

| 7 octobre 2011 | France             | 2 – 0 | Kazakhstan | Stade Gabriel-Montpied (Clermont-Ferrand) |                         |
| 16h45          | Guilavogui 26e 55e |       |            | Arbitrage : Kenn Hansen                   | Arbitrage : Kenn Hansen |
| 16h45          | (Rapport)          |       |            | Arbitrage : Kenn Hansen                   | Arbitrage : Kenn Hansen |

| 11 octobre 2011 | Lettonie  | 0 – 6 | Slovaquie                                                           | Zemgales Olympic Centre (Jelgava) |                           |
| 14h00           |           |       | 2e Kolmokov · 42e Greguš · 49e Čonka · 51e 85e Vavrík · 67e Šimonek | Arbitrage : Ognjen Valjić         | Arbitrage : Ognjen Valjić |
| 14h00           | (Rapport) |       |                                                                     | Arbitrage : Ognjen Valjić         | Arbitrage : Ognjen Valjić |

| 11 octobre 2011 | Roumanie  | 0 – 2 | France          | Stadionul Ceahlăul (Piatra Neamț) |                           |
| 18h00           |           |       | 16e 43e Rivière | Arbitrage : Aleksei Eskov         | Arbitrage : Aleksei Eskov |
| 18h00           | (Rapport) |       |                 | Arbitrage : Aleksei Eskov         | Arbitrage : Aleksei Eskov |

| 10 novembre 2011 | France                                    | 3 – 0 | Roumanie | Stade de la Beaujoire (Nantes) |                          |
| 20h45            | Cabella 37e · Lacazette 77e · Corchia 80e |       |          | Arbitrage : Roman Hrubeš       | Arbitrage : Roman Hrubeš |
| 20h45            | (Rapport)                                 |       |          | Arbitrage : Roman Hrubeš       | Arbitrage : Roman Hrubeš |

| 14 novembre 2011 | France                   | 2 – 0 | Slovaquie | Stade Jean-Bouin (Angers) |                          |
| 20h45            | Mangala 33e · Varane 63e |       |           | Arbitrage : Artur Soares  | Arbitrage : Artur Soares |
| 20h45            | (Rapport)                |       |           | Arbitrage : Artur Soares  | Arbitrage : Artur Soares |

| 1er juin 2012 | Slovaquie | 0 – 2 | Roumanie       | Mestsky Zemplin (Michalovce) |                           |
| 19h30         |           |       | 71e 79e Enache | Arbitrage : Antti Munukka    | Arbitrage : Antti Munukka |
| 19h30         | (Rapport) |       |                | Arbitrage : Antti Munukka    | Arbitrage : Antti Munukka |

| 2 juin 2012 | France                                                | 3 – 0 | Lettonie | Stade Louis-Dugauguez (Sedan) |                           |
| 20h50       | Pajot 34e (pen.) · Griezmann 56e · Joseph-Monrose 78e |       |          | Arbitrage : Suren Baliyan     | Arbitrage : Suren Baliyan |
| 20h50       | (Rapport)                                             |       |          | Arbitrage : Suren Baliyan     | Arbitrage : Suren Baliyan |

| 5 juin 2012 | Roumanie                           | 2 - 0 | Slovaquie | Mogosoaia (Bucarest)     |                          |
| 18h00       | Mihai Răduţ 66e · Lucian Filip 89e |       |           | Arbitrage : Jakob Kehlet | Arbitrage : Jakob Kehlet |
| 18h00       | (Rapport)                          |       |           | Arbitrage : Jakob Kehlet | Arbitrage : Jakob Kehlet |

| 8 juin 2012 | Kazakhstan | 0 - 3 | France                                      | Astana Arena (Astana)      |                            |
| 16H45       |            |       | Cabella 14e · Griezmann 62e · Lacazette 84e | Arbitrage : Oliver Drachta | Arbitrage : Oliver Drachta |

| 12 juin 2012 | Kazakhstan | 0 - 0 | Lettonie | Astana Arena (Astana)   |                         |
| 15H00        |            |       |          | Arbitrage : Elmir Pilav | Arbitrage : Elmir Pilav |

| 7 septembre 2012 | Slovaquie              | 2 - 1 | France    | National Training Center (Senec) |                           |
| 18H45            | Zilak 21e · Orsula 67e |       | Varane 4e | Arbitrage : Steven McLean        | Arbitrage : Steven McLean |

| 7 septembre 2012 | Lettonie   | 1 - 1 | Kazakhstan    | Zemgales Olympic Centre (Jelgava) |                            |
| 16H00            | Rakejs 75e |       | Kuantayev 57e | Arbitrage : Bardhyl Pashaj        | Arbitrage : Bardhyl Pashaj |

| 10 septembre 2012 | Lettonie | 0 - 4 | Roumanie                                      | Skonto Stadions (Riga)        |                               |
| 18H00             |          |       | Alexe 11e · Matei 52e · Radut 72e · Radut 81e | Arbitrage : Alexandre Boucaut | Arbitrage : Alexandre Boucaut |

| 10 septembre 2012 | Slovaquie                                                                  | 6 - 0 | Kazakhstan | National Training Center (Senec) |                               |
| 18H00             | Mak 13e · Mak 45+2e · Stetina 35e · Orsula 68e · Kolcak 88e · Lalkovic 90e |       |            | Arbitrage : Nerijus Dunauskas    | Arbitrage : Nerijus Dunauskas |

## Buteurs
3 buts
- Juraj Vavrík

2 buts
| - Rémy Cabella - Josuha Guilavogui - Antoine Griezmann | - Steven Joseph-Monrose - Alexandre Lacazette - Eliaquim Mangala | - Emmanuel Rivière - Gabriel Enache - Arnold Šimonek |

1 but
| - Sébastien Corchia - M'Baye Niang - Vincent Pajot - Raphaël Varane | - Gheorghe Grozav - Nicolae Stanciu - George Ţucudean - Abzal Beisebekov | - Matúš Čonka - Ján Greguš - Marián Kolmokov - Lukáš Štetina |